# Artisanat acadien
L’artisanat acadien est l’artisanat fait par les Acadiens, principalement en Acadie.

## Description
L’artisanat acadien est avant tout traditionnel. Chéticamp, en Nouvelle-Écosse, est reconnu pour ses tapis houqués, qui sont généralement fait en série mais certaines « houqueuses » comme Elizabeth LeFort sont se fait connaître par leurs murales. Les Tisserands du Madawaska, dans la région éponyme au nord-ouest du Nouveau-Brunswick, produisent des vêtements et des napperons. La plupart des régions acadiennes de cette province comptent des tisserands, des sculpteurs sur bois et d’autres sortes d'artisans. On en retrouve aussi à la Baie-Sainte-Marie, en Nouvelle-Écosse. La courtepointe est un artisanat très populaire et bien que Evelyn Coutellier a créé des motifs originaux, la plupart des artisanes conservent les motifs traditionnels en ne changeant que les couleurs. Adrienne Landry de Dieppe était auparavant la seule tisseuse d’expérience du sud-est du Nouveau-Brunswick. Les Artisans de St-Louis se sont par la suite orientés vers le tissage à l’aide d’une formation financée par le Développement régional. La Coopérative d’artisanat de St-Paul s'est quant à elle dirigée en symmographie (artisanat à base de ficelles) et ses plaquettes représentant La Sagouine sont très populaires. Plusieurs ateliers de poterie ont été aménagés par des diplômés en céramique, comme Les Métiers d'art du Nord-Est par les Frachon, le studio Keramos de Cocagne par Ronald Gauguen, Fernand Daigle à Saint-Louis-de-Kent et Nancy Morin à Moncton.